# 바랭이
바랭이는 벼과의 한해살이풀이다.
전 세계에 널리 퍼진 잡초이다. 밭, 밭둑, 길섶 등에서 흔히 자란다. 땅 위를 기면서 줄기 밑 부분의 마디에서 새 뿌리가 나와 아주 빠르게 퍼져 나간다. 줄기의 윗 부분은 곧게 서는데 키는 30~70cm 정도이다. 줄기 아래에 나는 잎은 길이 8~20cm, 너비 5~15mm 정도이며 털이 있다. 꽃차례의 길이는 4~8mm 정도로 아주 가늘고 곧은데 줄기에서 3~8개의 가지로 갈라진다. 꽃차례는 불그스레하거나 자줏빛을 띤다. 역시 가는 이삭이 열린다.

## 문학 속의 바랭이
| “ | 내 마음이 나도 몰래 수시로 뛰쳐나가는구나 이 들판 저 들판 휘돌다 비칠대며 돌아오는구나 …이 모진 뿌리 매몰차게 끊어버릴 수는 없는지 다시 되돌아오지 않을 수는 없는지, 없는지,,, 바람의 팔뚝에 매달려 뿌리 뽑혀지도록 뒤흔들고 있는 못생긴 바랭이풀! | ” |
|   | — 이나명.〈비 그치고, 사이〉,《그 나무는 새들을 품고 있다》(문학과지성사, 1999) |   |